# 香川アイスフェローズ

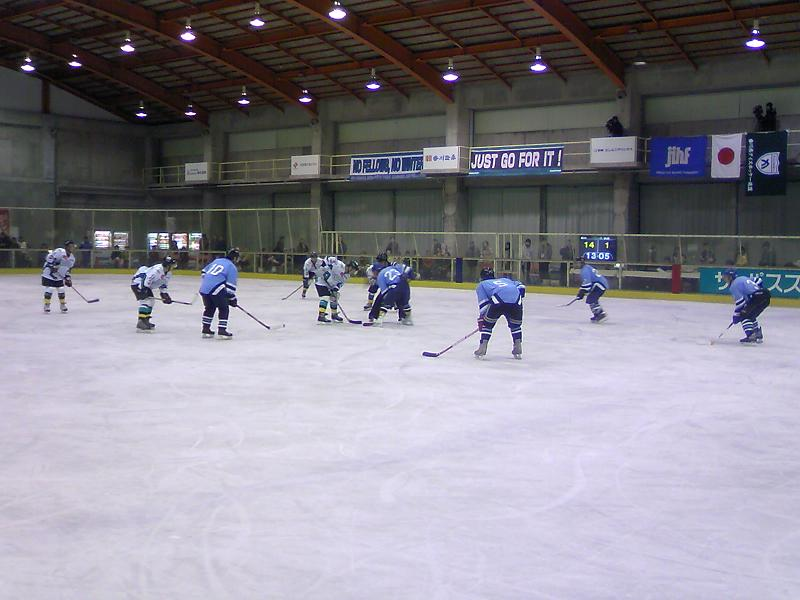
Jアイスウエスト（VS兵庫）

香川アイスフェローズ（かがわアイスフェローズ KAGAWA ICE FERROWS）は、香川県高松市を中心に活動する社会人アイスホッケーチームである。ホームリンクはトレスタ白山アイスアリーナ。

## 概略
チームは1966年に「高松国際アイスホッケークラブ」の名で結成。ホームリンクはチーム名の由来ともなった「高松国際スポーツパレス」であったが、1997年に閉館したため、同年に開場した「ウェルサンピアさぬきアイスアリーナ」（現在のトレスタ白山アイスアリーナ）に移転している。その後、2000年に穴吹工務店がチームの一部支援を開始し、チーム名を「サーパス穴吹アイスホッケークラブ」に変更。2007年には地域密着型のクラブを目指して「サーパス香川アイスホッケークラブ」に改称し、さらに2009年には南国四国香川県の氷上の仲間達を意味するチーム名・「香川アイスフェローズ」に再度改称した。
主戦場は2005年より発足したJアイス・ウエスト・ディビジョンで、他にも全日本アイスホッケー選手権での上位進出やアイスホッケーの普及などを目標に活動している。冬季国民体育大会アイスホッケー競技の香川県選抜はこのチームが母体となっており、2011年青森はちのへ国体で準優勝するなど好成績を上げている。かつては同じチーム名を有する高校生以下によるJr.部門チームや、女子部門チームも備えていたが、現在はフェローズとは別のチーム名となり活動している。
親会社を持たないクラブチームのため、スタッフ・選手は香川県内の企業に勤めながら、クラブの活動に参加している。

## 沿革
- 1966年（昭和41年）10月　高松国際スポーツパレスを本拠として、「高松国際アイスホッケークラブ」と「高松国際ジュニアアイスホッケークラブ」を結成。
- 1969年（昭和44年）　冬季国民体育大会成年の部に初出場
- 1971年（昭和46年）　国体で初のベスト8
- 1977年（昭和52年）　国体少年の部初出場（ジュニア）
- 1992年（平成2年）10月　女子チーム、「高松国際女子アイスホッケークラブ」を結成
- 1997年（平成9年）　高松国際スポーツパレス閉館によりホームリンクをウェルサンピアさぬき（現：トレスタ白山）に移転
- 2000年（平成12年）10月　チーム名を「サーパス穴吹アイスホッケークラブ」に改称（Jr、女子とも）
- 2004年（平成16年）2月　全日本アイスホッケー選手権大会に初出場
- 2005年（平成17年）2月　全日本選手権で初のベスト8進出を果たす[3]
- 2005年（平成17年）9月　 Jアイス・ウエスト・リーグ（現Jアイス・ウエスト・ディビジョン）が発足。参戦決定[4]。
- 2005年（平成17年）11月　第1回Jアイス・ウエスト・リーグが開幕
- 2006年（平成18年）1月　リーグ戦全日程が終了し、全勝で初代王座に輝く
- 2007年（平成19年）11月11日　チーム名を「サーパス香川アイスホッケークラブ」に改称（Jr、女子とも）
- 2009年（平成21年）8月1日　チーム名を「香川アイスフェローズ」に改称（Jrと女子はそれぞれ別チーム名に）
- 2009年（平成21年）11月12日　マスコットの愛称が「I☆bear（アイ☆ベア）」に決定
- 2011年（平成23年）1月30日　冬季国民体育大会で初の準優勝を果たす[5]
- 2013年（平成25年）4月 かがわ21世紀大賞を受賞[6]
- 2018年（平成30年）3月 Jアイス・プレーオフ初優勝

## 主な成績

### Jアイス・ウエスト・ディビジョン
本大会を含む日本各地の地域リーグ優勝チームが出場するJアイス・プレーオフは2012-13シーズンより開催。2017-18シーズンに初めてJアイス日本一のタイトルを獲得した。
| シーズン | Jアイス・ウエスト・ディビジョン | Jアイス・ウエスト・ディビジョン | Jアイス・ウエスト・ディビジョン | Jアイス・ウエスト・ディビジョン | Jアイス・ウエスト・ディビジョン | Jアイス・ウエスト・ディビジョン | Jアイス・ウエスト・ディビジョン | Jアイス・ウエスト・ディビジョン | Jアイス・ウエスト・ディビジョン | Jアイス・ウエスト・ディビジョン | Jアイス・ウエスト・ディビジョン | Jアイス・ウエスト・ディビジョン | プレーオフ |
| シーズン | 試合                            | 勝利                            | 延長勝                          | GWS勝                           | 引分                            | GWS負                           | 延長負                          | 敗戦                            | 得点                            | 失点                            | 勝点                            | 順位                            | プレーオフ |
| -------- | ------------------------------- | ------------------------------- | ------------------------------- | ------------------------------- | ------------------------------- | ------------------------------- | ------------------------------- | ------------------------------- | ------------------------------- | ------------------------------- | ------------------------------- | ------------------------------- | ---------- |
| 2005–06  | 4                               | 4                               | 0                               | 0                               | 0                               | 0                               | 0                               | 0                               | 36                              | 11                              |                                 | 優勝                            | -          |
| 2006–07  | 2                               | 2                               | 0                               | 0                               | 0                               | 0                               | 0                               | 0                               | 23                              | 10                              |                                 | 優勝                            | -          |
| 2007–08  | 4                               | 4                               | 0                               | 0                               | 0                               | 0                               | 0                               | 0                               | 39                              | 7                               | -                               | 優勝                            | -          |
| 2008–09  | 4                               | 4                               | 0                               | 0                               | 0                               | 0                               | 0                               | 0                               | 37                              | 7                               | 6                               | 優勝                            | -          |
| 2009–10  | 3                               | 3                               | 0                               | 0                               | 0                               | 0                               | 0                               | 0                               | 29                              | 3                               | 6                               | 優勝                            | -          |
| 2010–11  | 3                               | 3                               | 0                               | 0                               | 0                               | 0                               | 0                               | 0                               | 22                              | 5                               | 6                               | 優勝                            | -          |
| 2011–12  | 3                               | 3                               | 0                               | 0                               | 0                               | 0                               | 0                               | 0                               | 34                              | 3                               | 6                               | 優勝                            | -          |
| 2012–13  | 4                               | 4                               | 0                               | 0                               | 0                               | 0                               | 0                               | 0                               | 28                              | 8                               | 12                              | 優勝                            | 準優勝     |
| 2013–14  | 4                               | 4                               | 0                               | 0                               | 0                               | 0                               | 0                               | 0                               | 24                              | 9                               | 12                              | 優勝                            | 3位        |
| 2014–15  | 3                               | 3                               | 0                               | 0                               | 0                               | 0                               | 0                               | 0                               | 25                              | 4                               | 9                               | 優勝                            | 3位        |
| 2015–16  | 4                               | 4                               | 0                               | 0                               | 0                               | 0                               | 0                               | 0                               | 46                              | 2                               | 12                              | 優勝                            | 3位        |
| 2016–17  | 3                               | 3                               | 0                               | 0                               | 0                               | 0                               | 0                               | 0                               | 21                              | 5                               | 9                               | 優勝                            | 4位        |
| 2017–18  | 2                               | 2                               | 0                               | 0                               | 0                               | 0                               | 0                               | 0                               | 16                              | 4                               | 6                               | 優勝                            | 優勝       |
| 2018–19  | 2                               | 2                               | 0                               | 0                               | 0                               | 0                               | 0                               | 0                               | 16                              | 5                               | 6                               | 優勝                            | 4位        |
| 2019–20  | 3                               | 2                               | 0                               | 0                               | 0                               | 0                               | 0                               | 1                               | 39                              | 10                              | 6                               | 準優勝                          | -          |
| 2021–22  | 2                               | 1                               | 0                               | 0                               | 0                               | 0                               | 0                               | 1                               | 11                              | 2                               |                                 | 優勝                            |            |

- 2020-21は中止

### 全日本アイスホッケー選手権大会
全日本アイスホッケー選手権大会（Aグループ）には2004年2月開催の第71回大会で初出場。以後第76回大会を除いて第79回大会まで8回連続出場。第72回、73回は2大会連続で準々決勝に進出し、日本リーグ勢と対戦した。第80回から大会出場チーム枠の変更により不出場。第89回
- 2003-04（第71回）2回戦
- 2004-05（第72回）ベスト8
- 2005-06（第73回）ベスト8
- 2006-07（第74回）2回戦
- 2007-08（第75回）2回戦
- 2009-10（第77回）ベスト16
- 2010-11（第78回）2回戦
- 2011-12（第79回）1回戦
- 2021-22（第89回）1回戦

### Bグループ
2020年より、前年に大会終了したアイスホッケー連盟会長杯に代わり、全日本選手権Bグループが再開された。
- 第55回大会（2021年） - 4位
- 第56回大会（2022年） - 中止
- 第57回大会（2023年） - 4位

### 冬季国体アイスホッケー
香川県選抜チームとして出場。
- 2003年大会 - 3位
- 2004年大会 - 4位
- 2005年大会 - 3位
- 2006年大会 - 3位
- 2007年大会 - 2回戦
- 2008年大会 - 4位
- 2009年大会 - 2回戦
- 2010年大会 - 1回戦
- 2011年大会 - 準優勝
- 2012年大会 - 4位
- 2013年大会 - 4位
- 2014年大会 - 4位
- 2015年大会 - 4位
- 2016年大会 - 2回戦（初戦）
- 2017年大会 - 1回戦
- 2018年大会 - 2回戦
- 2019年大会 - 2回戦
- 2020年大会 - 8位
- 2021年大会 - 棄権
- 2022年大会 - 2回戦

### JIHF会長杯
日本アイスホッケー連盟会長杯は、アジアリーグ所属チームを除く社会人チームによる全国大会。第7回まで開催した後、全日本選手権大会（Bグループ）となる
- 第1回大会（2013年） - 2回戦
- 第2回大会（2014年） - 準優勝
- 第3回大会（2015年） - 4位
- 第4回大会（2016年） - 3位
- 第5回大会（2017年） - 4位
- 第6回大会（2018年） - 1回戦
- 第7回大会（2019年） - 2回戦

### その他の参加大会
- 西日本選抜リーグ戦（コカ・コーラ杯）
- 中四国アイスホッケー選手権大会（竹田杯）

## 所属選手・スタッフ
- 2013年-2014年シーズン

| ゴールテンダー | ゴールテンダー | ゴールテンダー | ゴールテンダー | ゴールテンダー           | ゴールテンダー |
| #              | 国             | 選手名         | ハンド         | 前所属                   |                |
| -------------- | -------------- | -------------- | -------------- | ------------------------ | -------------- |
| 61             | 日本の旗       | 鈴木崇嗣       | L              | 法政大学                 |                |
| 90             | 日本の旗       | 金丸久         | L              | High1-日光アイスバックス |                |

| ディフェンス | ディフェンス | ディフェンス | ディフェンス | ディフェンス                       | ディフェンス |
| #            | 国           | 選手名       | ハンド       | 前所属                             |              |
| ------------ | ------------ | ------------ | ------------ | ---------------------------------- | ------------ |
| 4            | 日本の旗     | 稲葉洋       | L            | 釧路公立大学                       |              |
| 16           | 日本の旗     | 辻浩邦       | R            | 香川ジュニア-香川大学              |              |
| 29           | 日本の旗     | 宇正峻英     | R            | 法政大学                           |              |
| 30           | 日本の旗     | 石井健太     | L            | 立命館大学-アイスキラーズ          |              |
| 41           | 日本の旗     | 斉藤太樹     | R            | 法政大学                           |              |
| 88           | 日本の旗     | 稲葉惇       | L            | 専修大学                           |              |
| 94           | 日本の旗     | 佐々木洋     | L            | 香川ジュニア-軽井沢高校-神奈川大学 |              |
| 96           | 日本の旗     | 林寛和       | R            | 法政大-サーパス穴吹                |              |

| フォワード | フォワード | フォワード | フォワード | フォワード                 | フォワード |
| #          | 国         | 選手名     | ハンド     | 前所属                     |            |
| ---------- | ---------- | ---------- | ---------- | -------------------------- | ---------- |
| 10         | 日本の旗   | 大日向洋平 | L          | 日光アイスバックス         |            |
| 12         | 日本の旗   | 袖山佑介   | L          | 専修大学                   |            |
| 13         | 日本の旗   | 北側雄哉   | L          | 早稲田大学                 |            |
| 19         | 日本の旗   | 黒岩紘徳   | R          | Tinatuopit（フィンランド） |            |
| 27         | 日本の旗   | 今政則     | L          | 古川電工-東洋大学          |            |
| 82         | 日本の旗   | 畑中理     | L          | 明治大学                   |            |
| 87         | 日本の旗   | 池内悠希   | L          | 香川ジュニア-石田高校      |            |
| 91         | 日本の旗   | 前田健一   | L          | 専修大学                   |            |

| 日本の旗   | 北川真史           | 監督       |
| カナダの旗 | ディビッド・ルーツ | コーチ     |
| 日本の旗   | 杉山冨美           | マネージャ |

## 過去の主な所属選手
日本リーグ、アジアリーグ所属経験選手
- 波多野誉行（2006年日光神戸アイスバックス、2011年東北フリーブレイズに所属）
- 小林弘典（日光アイスバックス）

## 応援
香川アイスフェローズのマスコットは「I☆bear」（アイ・ベア）。2009年に誕生した熊のキャラクターであり、愛称は公募によって決定された。アイスフェローズの「アイ」、アイスホッケーの「アイ」、愛（LOVE）の「アイ」に由来する。
公式応援歌は香川県出身の歌手・Shioriの「Catch the DREAM!アイスフェローズ!」。
サポータークラブの「フェローズクラブ」は2008年に発足。
香川に本拠を置く他のスポーツチームととともに香川プロスポーツクラブ連絡協議会に加盟している。以前は高松中央商店街（常盤街）にある協議会のショップでフェローズクラブの入会受付、ユニフォームなどの展示、グッズ類の販売、イベント等を行っていた。
ホームゲームでは過去にアリーナDJをアナウンサーの丸朋子が務めていた。現在はFM高松でパーソナリティを務めている市原和憲(愛称・いっぴー)が務めている。応援テレビ番組としてケーブルメディア四国（高松ケーブルテレビ）のヨンデンスポーツプラススポコロが放送されている。Jアイスウエストリーグ香川大会の模様も録画放映されている。2011年はさぬきTVでインターネット生中継される。